# بلعجرش (المحفد)

تعديل مصدري - تعديل

بلعجرش هي إحدى قرى عزلة المحفد بمديرية المحفد التابعة لمحافظة أبين، بلغ تعداد سكانها 73 نسمة حسب تعداد اليمن لعام 2004.